# Vivianne Macdisi
Vivianne Macdisi, född 20 april 1975 i Homs i Syrien, är en svensk jurist och socialdemokratisk politiker, ett av nio landstingsråd i Landstinget i Uppsala län samt ledamot av socialdemokraternas partistyrelse .
Vivianne Macdisi är utbildad kläddesigner , har drivit en egen syateljé och var kostymassistent till filmen Mamy Blue. Hon har även studerat juridik, med inriktning på familjerätt och barnrätt, vid Uppsala universitet.
Vivianne Macdisi valdes 2002 till ledamot av kommunfullmäktige i den nybildade kommunen Knivsta. Mellan 2003 och 2005 var hon ordförande för Socialdemokratiska studentförbundet Laboremus S-studenter.  Åren 2005 och 2006 arbetade hon i riksdagen som valkretssekreterare för socialdemokraterna i Stockholm. 
Vivianne Macdisi är sedan 2006 ledamot av landstingsfullmäktige i Uppsala län. Mellan 2006 och 2009 var hon ledamot av landstingsstyrelsen. Från 2009 är hon ledamot av hälso- och sjukvårdsstyrelsen. Hon tillträdde som oppositionslandstingsråd den 1 mars 2010.
Efter valet 2014 är Vivianne Macdisi ordförande i sjukvårdsstyrelsen i Region Uppsala. 